# Unión Deportiva Salamanca
Unión Deportiva Salamanca foi um clube de futebol espanhol da cidade de Salamanca, na província de mesmo nome. Em junho de 2013, após uma decisão judicial, foi extinto.

## História
A equipe foi fundada em 9 de fevereiro de 1923, com o nome de Unión Deportiva Española. A ata de fundação foi assinada nas mesas do Café Novelty.
Jogando nas categorias inferiores do futebol espanhol, subiu para a Segunda Divisão em 1936, mas a estreia do Salamanca foi adiada em virtude da Guerra Civil Espanhola, interrompendo suas atividades por três anos.
Na metade do Século XX, o Salamanca alternava entre a Segunda e Terceira divisões da Espanha. Sob o comando de José Luis García Traid, os Charros conseguiram dois acessos seguidos, estreando na Primeira Divisão espanhola na temporada 1973-74. Foram sete temporadas seguidas em La Liga, sendo um candidato a vaga em competições europeias, e chegando inclusive a ser semifinalista da Copa del Rey 1976-77.
Após a boa fase, o Salamanca sofreu uma queda de rendimento na década de 1980, chegando a ser rebaixado para a Terceira Divisão. Na década seguinte, fracas atuações renderam três anos seguidos no menor escalão do futebol profissional da Espanha. Em 1992, a equipe passou a ser uma Sociedade Anônima Deportiva, incorporando a sigla SAD ao nome.
Sob o comando de Andoni Goikoetxea, os Cherros reviveram parte dos bons momentos da década de 1970, chegando a vencer o Barcelona por duas vezes (4 a 1 - com dois gols do português Pedro Pauleta - e 4 a 3 em seu estádio), o Valencia por 6 a 0 no El Helmántico, e o Atlético de Madri por 5 a 4. Esses desempenhos renderam ao Salamanca o apelido de "Matagigantes". Na temporada 1998-99, a equipe caiu novamente para a Segunda Divisão, perdendo o acesso em 1999-00.
Desde então, o time faria campanhas modestas na Liga Adelante, caindo novamente para a Terceira Divisão em 2004-05, permanecendo por uma temporada. Após outro desempenho fraco em 2010-11, o Salamanca cairia outra vez para o terceiro escalão do futebol espanhol.

## Encerramento das atividades
Em junho de 2013, foi anunciado na imprensa que o clube decidiu fechar as portas, na sequência de problemas financeiros. Pouco depois, o empresário Juan José Hidalgo fundou o Athletic Club Salamanca, que não tinha nenhuma relação com o Salamanca original e que chegou a se inscrever para a Segunda División B (terceira divisão nacional), mas problemas com a RFEF barraram a participação do novo clube.
Os bens do Salamanca foram a leilão, de forma a pagar as dívidas existentes. O futuro do futebol na cidade é agora incerto. A compra do patrimônio da equipe foi oficializada em maio de 2017, por parte do Club de Fútbol Salmantino UDS, que era o time B - entre os bens adquiridos, estão a boutique, a marca, o hino oficial, o escudo e os troféus, além da documentação histórica dos Charros. O presidente do Salmantino, Carlos Martín, manifestou interesse em usar os símbolos do antigo Salamanca a partir da temporada 2018-19.

## Desempenho por temporada
| Temporada | Divisão  | Posição | Copa del Rey   |
| --------- | -------- | ------- | -------------- |
| 1935–36   | Regional | —       | Fase de grupos |
| 1939–40   | 2ª       | 5º      |                |
| 1940–41   | 2ª       | 7º      | Primeira fase  |
| 1941–42   | 2ª       | 2º      | Primeira fase  |
| 1942–43   | 2ª       | 8º      | Primeira fase  |
| 1943–44   | 3ª       | 3º      | Primeira fase  |
| 1944–45   | 3ª       | 1º      |                |
| 1945–46   | 2ª       | 13º     | Primeira fase  |
| 1946–47   | 3ª       | 2º      |                |
| 1947–48   | 3ª       | 1º      | Segunda fase   |
| 1948–49   | 3ª       | 2nd     | Quinta fase    |
| 1949–50   | 2ª       | 4º      | Primeira fase  |
| 1950–51   | 2ª       | 2nd     |                |
| 1951–52   | 2ª       | 7º      |                |
| 1952–53   | 2ª       | 13º     | Primeira fase  |
| 1953–54   | 2ª       | 15º     |                |
| 1954–55   | 3ª       | 2º      |                |
| 1955–56   | 3ª       | 1º      |                |
| 1956–57   | 3ª       | 1º      |                |

| Temporada | Divisão | Posição | Copa del Rey     |
| --------- | ------- | ------- | ---------------- |
| 1957–58   | 3ª      | 3º      |                  |
| 1958–59   | 3ª      | 2º      |                  |
| 1959–60   | 3ª      | 2º      |                  |
| 1960–61   | 2ª      | 10º     | Primeira fase    |
| 1961–62   | 2ª      | 12º     | Primeira fase    |
| 1962–63   | 2ª      | 11º     | Primeira fase    |
| 1963–64   | 2ª      | 15º     | Primeira fase    |
| 1964–65   | 3ª      | 1º      |                  |
| 1965–66   | 3ª      | 3º      |                  |
| 1966–67   | 3ª      | 1º      |                  |
| 1967–68   | 3ª      | 2º      |                  |
| 1968–69   | 3ª      | 1º      |                  |
| 1969–70   | 2ª      | 19º     | 32-avos de Final |
| 1970–71   | 3ª      | 10º     | Terceira fase    |
| 1971–72   | 3ª      | 2º      | Primeira fase    |
| 1972–73   | 3ª      | 1º      | Segunda fase     |
| 1973–74   | 2ª      | 3º      | Quarta fase      |
| 1974–75   | 1ª      | 7º      | Quarta fase      |
| 1975–76   | 1ª      | 9º      | Quarta fase      |

| Temporada | Divisão | Posição | Copa del Rey     |
| --------- | ------- | ------- | ---------------- |
| [[1976–77 | 1ª      | 12º     | Semifinal        |
| 1977–78   | 1ª      | 9º      | Primeira fase    |
| 1978–79   | 1ª      | 10º     | Oitavas-de-final |
| 1979–80   | 1ª      | 11º     | Quarta fase      |
| 1980–81   | 1ª      | 17º     | Quartas-de-final |
| 1981–82   | 2ª      | 2º      | Oitavas-de-final |
| 1982–83   | 1ª      | 13º     | Oitavas-de-final |
| 1983–84   | 1ª      | 18º     | Terceira fase    |
| 1984–85   | 2ª      | 17º     | Segunda fase     |
| 1985–86   | 2ªB     | 3º      | Segunda fase     |
| 1986–87   | 2ªB     | 5º      | Terceira fase    |
| 1987–88   | 2ªB     | 1º      | Quarta fase      |
| 1988–89   | 2ª      | 7º      | Segunda fase     |
| 1989–90   | 2ª      | 13º     | Primeira fase    |
| 1990–91   | 2ª      | 18º     | Quarta fase      |
| 1991–92   | 2ªB     | 1º      | Segunda fase     |
| 1992–93   | 2ªB     | 2º      | Terceira fase    |
| 1993–94   | 2ªB     | 1º      | Quarta fase      |
| 1994–95   | 2ª      | 4º      | Segunda fase     |

| Temporada | Divisão | Posição | Copa del Rey     |
| --------- | ------- | ------- | ---------------- |
| 1995–96   | 1ª      | 22º     | Terceira fase    |
| 1996–97   | 2ª      | 2º      | Segunda fase     |
| 1997–98   | 1ª      | 15º     | Terceira fase    |
| 1998–99   | 1ª      | 20º     | Terceira fase    |
| 1999–2000 | 2ª      | 4º      | Primeira fase    |
| 2000–01   | 2ª      | 9º      | Primeira fase    |
| 2001–02   | 2ª      | 11º     | Oitavas-de-final |
| 2002–03   | 2ª      | 7º      | Primeira fase    |
| 2003–04   | 2ª      | 11º     | Segunda fase     |
| 2004–05   | 2ª      | 21º     | Primeira fase    |
| 2005–06   | 2ªB     | 1º      | Segunda fase     |
| 2006–07   | 2ª      | 12º     | Segunda fase     |
| 2007–08   | 2ª      | 7º      | Segunda fase     |
| 2008–09   | 2ª      | 9º      | Terceira fase    |
| 2009–10   | 2ª      | 16º     | Segunda fase     |
| 2010–11   | 2ª      | 19º     | Segunda fase     |
| 2011–12   | 2ªB     | 9º      | Segunda fase     |
| 2012–13   | 2ªB     | 8º      |                  |

- 12 temporadas em La Liga
- 34 temporadas na Segunda Divisão Espanhola
- 9 temporadas na Segunda División B (terceira divisão)
- 19 temporadas na Tercera División (quarta divisão)
- 1 temporada nas Divisões Regionais

## Elenco atual
Nota: Bandeiras indicam equipe nacional, conforme definido pelas regras de elegibilidade da FIFA. Os jogadores podem ter mais de uma nacionalidade não-FIFA.
| N.º |         | Posição | Jogador        |
| --- | ------- | ------- | -------------- |
| 1   | Espanha | G       | Adrián Murcia  |
| 2   | Espanha | D       | Iban Zubiaurre |
| 3   | Espanha | D       | Raúl Fuster    |
| 4   | Espanha | M       | Rubén García   |
| 5   | Espanha | D       | Pol Bueso      |
| 6   | Espanha | D       | José Ángel     |
| 7   | Espanha | A       | Piojo          |
| 8   | Espanha | M       | Víctor Andrés  |
| 9   | Brasil  | A       | Igor           |
| 10  | Espanha | M       | Pablo de Lucas |

| N.º |              | Posição | Jogador        |
| --- | ------------ | ------- | -------------- |
| 11  | Espanha      | M       | Javi Hernández |
| 13  | Espanha      | G       | Raúl Moreno    |
| 14  | Espanha      | A       | Coque          |
| 15  | Espanha      | A       | Aitor Pons     |
| 16  | Portugal     | D       | João Faria     |
| 18  | Espanha      | D       | José Rodríguez |
| 20  | Espanha      | M       | David Lázaro   |
| 21  | Espanha      | A       | Borja Sánchez  |
| 22  | Guiné-Bissau | M       | Almami Moreira |

## Títulos
- Segunda Divisão (3): 1987–88, 1991–92, 1993–94
- Segunda División B (1): 2005–06
- Troféu Cidade de Valladolid (1): 1977